# B Hadseregcsoport
B Hadseregcsoport (németül Heeresgruppe B vagy röviden HGr B) volt a neve a második világháború során a német Wehrmacht egyik magasabbegységének.

## 1940
A B Hadseregcsoportot 1940-ben a franciaországi hadjáratra való felkészülés során hozták létre. A hadjárat első szakaszában (Fall Gelb) a hadseregcsoport feladata volt Hollandia és Belgium elfoglalása, illetve az itt található brit és francia erők megsemmisítése. A hadseregcsoport alárendeltségébe tartozott a 6. és 18. hadsereg, összesen kb. 300 000 fő Fedor von Bock tábornok parancsnoksága alatt.

## 1942
1942-ben a keleti front déli részén a Dél Hadseregcsoport harcolt. A Wehrmacht nagy nyári offenzívájához (Fall Blau) a hadseregcsoportot A és B Hadseregcsoportra osztották. Feladata a kaukázusi olajmezők ellen támadó A Hadseregcsoport északi szárnyának fedezése volt, illetve a hadseregcsoport alárendeltségébe tartozó 6. hadsereg feladata lett volna Sztálingrád elfoglalása.
1943 februárjában a B Hadseregcsoportot és a Doni Hadseregcsoportot összevonták a Dél Hadseregcsoportba.

## 1943
1943-ban Erwin Rommel tábornok parancsnoksága alatt alakult meg a B Hadseregcsoport Olaszországban, amely feladatul egy esetleges szövetséges partraszállás elhárítását kapta.
A hadseregcsoportot később Franciaország északi részére vezényelték, ahol 1944. június 6-án partraszállást hajtottak végre a szövetségesek. A Hitler elleni sikertelen merényletet követően július 19-én Günther von Kluge tábornagy vette át a hadseregcsoport parancsnokságát, de alig egy hónappal később, augusztus 17-én Hitler őt is leváltotta, utóda Walter Model tábornagy lett. 1944-45 során a hadseregcsoport Franciaországban harcolt, majd Németalföld felé vonult vissza. 1944. szeptember 17-én a hadseregcsoport parancsnoksága Osterbeek helységben volt, amikor a közeli Arnhemnél a szövetségesek megkezdték a Market Gardent, a második világháború egyik legnagyobb ejtőernyős hadműveletét.
A hadseregcsoport egységei harcoltak az ardenneki offenzívában 1944-45 telén, majd a szövetséges erők a Ruhr-vidéken bekerítették maradványait. A B Hadseregcsoport 1945. április 21-én tette le a fegyvert.

## Parancsnokok
Nyugati front
- 1939. október 12. - : Fedor von Bock

Keleti front
- 1942 augusztus - 1943 február: Maximilian von Weichs

Észak-Olaszország - Észak-Franciaország
- 1943. július 14. -  : Erwin Rommel
- 1944. július 19. - : Günther von Kluge
- 1944. augusztus 17. - : Walter Model